# Hulk Hogan's Celebrity Championship Wrestling
 (mai 2012).
Si vous disposez d'ouvrages ou d'articles de référence ou si vous connaissez des sites web de qualité traitant du thème abordé ici, merci de compléter l'article en donnant les références utiles à sa vérifiabilité et en les liant à la section « Notes et références ».
Hulk Hogan's Celebrity Championship Wrestling ou Hulk Hogan Academy est une émission de télévision américaine, animée par Jimmy Hart, Eric Bischoff, et Hulk Hogan. Durant cette émission, on peut voir des célébrités s’entraîner pour combattre lors de matchs de catch. Chaque semaine, le candidat qui a le moins impressionné le jury est renvoyé. Le dernier survivant devient le champion de la Hulk Hogan's Celebrity Championship Wrestling

## Les entraîneurs
Il y a deux entraîneurs, anciens professionnels du monde du catch. Il s'agit de Brutus Beefcake, ancien de la WWF et de la World Championship Wrestling, ainsi que de Brian Hobs, qui faisait partie de l'équipe des Nasty Boys.

## Les dix participants
- Dennis Rodman : basketteur de la NBA, il a porté les couleurs de Pistons de Détroit puis des Chicago Bulls.
- Frank Stallone : frère de Sylvester, il a joué dans plus de 50 films dont Staying Alive et a composé de nombreuses musiques de film, notamment pour Rocky ou Rambo.
- Todd Bridges : connu pour avoir joué le rôle de Willy dans la série Arnold et Willy. Après avoir connu quelques démêlés avec la justice, il lutte maintenant contre la drogue et la délinquance auprès des jeunes.
- Dustin Diamond : dans les années 1980, il incarnait Screetch dans la série Sauvés par le gong.
- Erin Murphy : connue pour avoir joué le rôle de Tabatha de la série Ma sorcière bien-aimée.
- Danny Bonaduce : héros de séries TV américaines dans les années 1970, il est le plus vieux des participants.
- Butterbean Eric Esch : boxeur professionnel, il s’est illustré dans des combats d’arts martiaux.
- Trishelle Cannatella : issue de reality shows américains.
- Nikki Ziering : animatrice dans des jeux télévisés, elle a souvent fait la couverture de magazines ou de catalogues.
- Tiffany : ex-idole de la musique pop des années 1980, elle a hissé une dizaine de ses titres dans les Top 10 de l’époque.

### Liste des épisodes

#### Épisode 1
Après une présentation des différents participants, Eric Bischoff et Jimmy Hart arrivent et présentent les deux entraîneurs, Brutus Beefcake et Brian Hobs suivi de l'arrivée d'Hulk Hogan. Après plusieurs discussion entre Hogan et les participants concernant leurs motivation, Bischoff annonce que Beefcake et Hobs vont composer leurs équipe et explique que les règles. Ils seront jugés sur deux critères, la technique et le sens du spectacle. Ils apprennent ensuite à effectuer trois prises : le coup de pied au ventre, la manchette et le coup de la corde à linge. On voit ensuite Hobbs qui scripte,. 
On se retrouve ensuite sur le ring où les membres de l'équipe Beefcake s'affrontent. Danny Bonaduce et Tiffany (avec Todd Bridges comme manager) se retrouvent face à Trishelle Cannatella et Butterbean Eric Esch. Bonaduce propose à Butterbean de se serrer la main avant le combat, son adversaire accepte et en profite pour lui porter un coup de pied au ventre suivi d'une manchette et d'un coup de la corde à linge mais son adversaire ne « vend » que le coup de pied. Butterbean inflige un coup de la corde à linge à son adversaire avant de passer le relais à Trishelle. Elle gifle son adversaire et alors que Bonaduce s’apprête à lui porter un coup de poing au visage elle l'arrête pour lui porter un coup de pied au ventre et l'envoie la tête la première dans les protections des coins du ring. Bonaduce revient dans ce match avec un coup de pied au ventre suivi d'une manchette. Il passe le relais à Tiffany qui étrangle son adversaire dans le coin. Elle porte ensuite une manchette et après une projection dans les cordes des deux femmes elles se portent un double coup de la corde à linge avant de passer le relais à leurs équipiers. Butterbean porte plusieurs coups de la corde à linge suivi d'une tentative de splash dans un des coins esquivé par Bonaduce qui tente un crossbody mais son adversaire le projette au sol et effectue le tombé pour remporter le match. Après le match Bonaduce, Tiffany et Todd Bridges attaquent leurs adversaires.
Le deuxième et dernier match oppose Frank Stallone et Dustin Diamond (avec Nikki Ziering comme valet) à Erin Murphy et Dennis Rodman. Rodman et Diamond commencent et ce dernier se voit infliger un coup de pied au ventre suivi d'un manchette et un coup de la corde à linge. Il passe le relais à Erin Murphy et cette dernière provoque son adversaire qui court vers elle, elle l'esquive et Rodman lui porte un coup de la corde à linge. Quand Diamond se relève elle lui assène un coup de pied au ventre suivi d'une manchette et d'un coup de la corde à linge. Dustin reprend le contrôle et passe le relais à Frank Stallone.

#### Épisode 2
Les concurrents sautent d'une haute plate-forme sur l'airbag d'un cascadeur. Les célébrités apprennent trois mouvements basiques de plus : la prise du marteau-pilon, le school boy et le coup d'épaule. Dennis Rodman se blesse pendant un entraînement. Trischelle Cannatella et Danny Bonaduce font face à Todd Bridges et Butterbean alors qu'Erin Murphy et Dustin Diamond affrontent Nikki Ziering et Frank Stallone, géré par Dennis Rodman. Frank Stallone est éliminé.

#### Épisode 3
Après des matchs décevants, les concurrents concentrent leur attention pour trouver un truc qui leur permettra de communiquer avec la foule. Ils apprennent trois mouvements en plus: le coup de la cravate, la technique du bras et le maniement des cordes. Erin Murphy est éliminée.

#### Épisode 4
Les célébrités apprennent encore des mouvements : le coup de hanche, prenant et le coup de coude. L’équipe Nasty commence à mettre en doute l'enseignement de Nikki Ziering. L'autre équipe s'inquiète de la blessure de Danny Bonaduce, et craint une élimination. Nikki Ziering est éliminée.

#### Épisode 5
Les célébrités apprennent deux des derniers mouvements pour les aider dans le match ultime. L'ancien champion Rob Van Dam (RVD) aide les célébrités à inventer leur propre mouvement final. Danny Bonaduce est blessé pendant la session d'entraînement et envoyé à l'hôpital. Les concurrents s'affrontent lors du match final, une bataille royale. Danny Bonaduce est déclaré éliminé.

#### Épisode 6
Les célébrités se rendent dans un entrepôt de ferrailleur, afin de trouver l'arme qu'ils utiliseront dans leur premier match qui s'annonce plutôt hardcore. Danny Bonaduce revient et conteste son élimination ce qui irrite Dustin Diamond. Les célébrités apprennent comment frapper quelqu'un dans le dos avec une chaise, frappée dans la tête avec une poubelle et frappé dans l'estomac avec une chaise. L'ancien champion Bill Goldberg vient leur rendre visite afin de leur donner des conseils. Alors que Danny Bonaduce est repêché, Trishelle Cannatella est éliminée.

#### Épisode 7
Les élèves apprennent encore trois mouvements : la traînée de bras, le coup de poitrine et Hulk Hogan leur apprend comment faire un claquement avec leur corps. Danny Bonaduce, Todd Bridges et Dustin Diamond se mesurent l'un à l'autre. Danny Bonaduce est définitivement éliminé.

#### Épisode 8
Dennis Rodman, Todd Bridges, Butterbean et Dustin Diamond se préparent pour leur dernière série de matchs. Nikki Ziering et Tiffany, gérées par Frank Stallone, font face à Erin Murphy et Trishelle Cannatella. Todd Bridges et Dustin Diamond affrontent Butterbean et Dennis Rodman. Cela déterminera qui des deux disputera le championnat. À la suite des demi finales, Dustin Diamond et Butterbean Eric Esch sont éliminés. La grande finale se déroule entre Todd Bridges (Mr not so perfect) et Dennis Rodman (Rodzilla). Le vainqueur de la première édition de la Hulk Hogan Academy est finalement Dennis Rodman.